# Stomu Yamashta
Stomu Yamashta, (oppure Stomu Yamash'ta) pseudonimo di Yamashita Tsutomu (Kyoto, 15 marzo 1947), è un compositore, percussionista e tastierista giapponese.

## Biografia
Studiò presso l'Accademia di Musica di Kyoto facendo il suo concerto di debutto come solista all'età di 16 anni.
Dopo il 1964 ha studiato percussioni jazz al Berklee School of Jazz.
In seguito ha suonato sia con la Chicago Chamber Orchestra che col complesso rock dei Come to The Edge.
È stato uno dei membri del supergruppo Go insieme a Steve Winwood, Al Di Meola, Klaus Schulze, e Michael Shrieve.
Ha composto brani per il Royal Ballet britannico, alcuni suoi brani, tratti dagli album Floating Music e The man from the East, sono stati usati nella colonna sonora del film L'uomo che cadde sulla Terra di Nicolas Roeg con David Bowie, I diavoli di Ken Russell, La tempesta di Paul Mazursky.
Nel 1974 partecipò alla seconda edizione del Festival pop di Villa Pamphili di Roma, a cui presero parte diverse formazioni italiane e internazionali di rock progressivo, all'epoca considerato "musica pop".
La sua musica è un mix di rock, jazz, soul, musica popolare e new age.

## Discografia

### Album in studio
- 1970 - El Cimarrón
- 1971 - Metempsychosis (con Masahiko Satoh)
- 1971 - Red Buddha
- 1971 - Der langwierige Weg in die Wohnung der Natascha Ungeheuer
- 1972 - Henze/Takemitsu/Maxwell Davies
- 1972 - Contemporary Works
- 1972 - Floating Music
- 1973 - Freedom Is Frightening
- 1973 - Takemitsu Ishi
- 1975 - Raindog
- 1976 - Go
- 1977 - Go Too
- 1980 - Hito
- 1981 - Iroha-ten/chi
- 1982 - Iroha-sui
- 1983 - Iroha-ka
- 1984 - Sea and Sky
- 1984 - Kukai
- 1990 - Solar Dream, Vol. 2: Fantasy of Sanukit
- 1993 - Solar Dream, Vol. 1: The Eternal Present
- 1997 - Solar Dream, Vol. 3: Peace and Love
- 1999 - A Desire of Beauty & Wonder Stone Part 1
- 2001 - Listen to the Future, Volume 1
- 2002 - Tofu
- 2006 - Bergmál[3]

### Album live
- 1971 - Sunrise From West Sea
- 1973 - Stomu Yamashta's Red Buddha Theatre: The Soundtrack from "The Man from the East"
- 1976 - Go Live From Paris
- 2005 - Live In Stockholm

### Colonne sonore
- 1972 - Images, musica composta da John Williams; percussioni solista: Stomu Yamashta
- 1973 - Stomu Yamashta's Red Buddha Theatre: The Soundtrack from "The Man from the East" (Live)
- 1974 - One by One
- 1982 - Tempest[4]

## Colonne sonore
- Il brano Space Theme è stato usato dalla BBC nella serie radiofonica The Hitchhiker's Guide to the Galaxy.